# Castillo del Far
El castillo del Far, también conocido como el castillo Viejo de Llinars, fue un castillo que se edificó en las inmediaciones del poblado ibérico del Far. A pesar de no aparecer documentado hasta el siglo X, se han podido identificar construcciones del siglo VI, periodo en que se construyó el foso excavado en la roca y algunos silos.
Los castellanos del castillo del Far o castillo Viejo eran vasallos de los condes de Barcelona.
Cuando se dirigía a Gerona, durante la campaña contra Cataluña del 982, Almanzor conquistó el castillo de Munt Fariq, que se ha identificado con el castillo del Far. De regreso conquistó Wutina, el actual Ódena. Esta es la primera referencia documental del castillo.
El año 990 figura Gombau de Besora como señor del castillo.
Durante el siglo XII el castillo perteneció al linaje de los Desfar. Hay documentos que lo vinculan a Pedro de Far en 1135 y a Bernardo de Far el 1178. En este periodo se construye una torre en el lado noreste y se amplía la capilla con un ábside semicircular.
A partir del 1200 podría haber sido ocupado por los cátaros que habrían sustituido la capilla por un edificio abierto adecuado a sus ritos. La presencia de una cruz de Tolosa de Llenguadoc en una de las paredes refuerza esta teoría. A finales del siglo XIII fue feudo de Ramón de Cabrera por asignación de Pedro III de Aragón para proteger el norte de Barcelona del ataques de Felipe III de Francia en 1285.
A principios del siglo XIII pasó a la familia Corbera, la viuda de Sibila, esposa de Ramón de Corbera, dispone la construcción de una nueva capilla y, su hijo Riambau I de Corbera, la ofrece al obispo de Barcelona, el año 1336. Se amplía con la construcción de una nueva torre en el lado norte y unos espacios residenciales con ventanas góticas y ménsulas de piedra. Fue un siglo con tensiones entre los castellanos y el rey Pedro IV de Aragón.
EL 24 de mayo de 1448 el castillo se derrumbó a causa de un terremoto. Unos años más tarde los Corbera-Santcliment construyeron el Castillo Nuevo de Llinars, actualmente dentro de la población de Llinars del Vallés.